# Ermita de Sant Vicent Ferrer (la Nucia)
L'ermita de Sant Vicent Ferrer es troba al terme de la Nucia (la Marina Baixa), dins de la partida del Captivador. Segons la tradició oral, Sant Vicent Ferrer va predicar en aquesta ermita el 1410, i per això se l'hi venera.

## Arquitectura i voltants
Es tracta d'un edifici aïllat en un entorn rural. Té la coberta a dos aigües sobre una volta acabada en teula corbada. Disposa de campana.
Just davant de l'ermita es troba un pi centenari.

## Festivitat

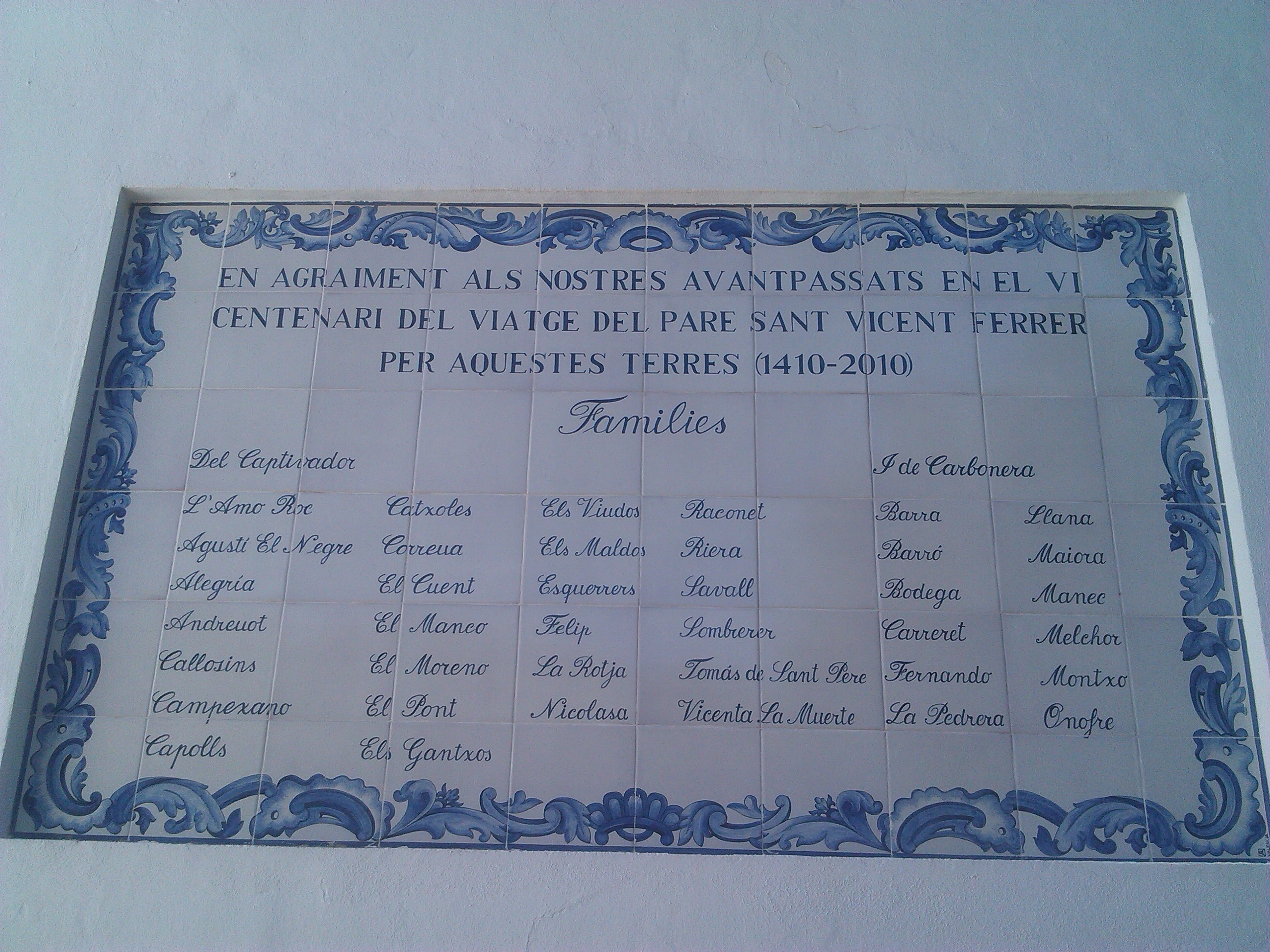
Placa en agraïment als avantpassats en el 6é centenari del pas de Sant Vicent per l'ermita

La festa de Sant Vicent Ferrer se celebra el dilluns següent al de Pasqua. S'organitzen diverses activitats, com actuacions musicals, partides de futbet, una cursa des de la Nucia fins a l'ermita, una gran paella, torrades de xulles, cercaviles i danses tradicionals. Hi solen acudir veïns de la Nucia, de l'Alfàs del Pi i d'Altea, ja que es troba en una cruïlla entre els termes dels tres pobles.